# ぱらのい屋劇場
『ぱらのい屋劇場』（ぱらのいやげきじょう）は、あろひろしによる日本の漫画作品。『スーパージャンプ』（集英社）誌上にて1988年6号、7号、および11月号から1991年2月号まで連載された。全30話。
単行本はジャンプコミックスデラックス全2巻。後年、ラポートから「あろひろし作品集(4) ぱらのい屋劇場［壱］」「あろひろし作品集(5) ぱらのい屋劇場［弐］」のタイトルで復刻版が発売された。

## 概要
ストーリーが一切存在しない、純粋な意味でのギャグ漫画。毎回2色カラー（たまに4色の回も）8ページの中で、各回ごとに決められた「お題」に沿ったネタを数個披露する形式を取っている。連載中は誌上で「今月のお題」のハガキ投稿を常時募集しており、毎月採用されたハガキの送り主の名前をハシラで発表していた。タイトルの由来は連載当時あろが経営していた事務所名「スタヂオぱらのい屋」から。
不条理ネタ、ブラックジョーク、考えオチなど、あろひろしという作家のギャグパターンのほぼ全てを詰め込んだ集大成ともいえる作品（ただし『MORUMO 1/10』に代表される「理屈が通っているからこそ笑える」タイプのマッドサイエンティストネタは登場しない）。また、「限られたページ数の中でアイディアの持つインパクトを最大限に引き出す」という点において、（ジャンルは違えど）星新一のショートショート作品群に通じるものがある、と作者は自己分析している。

## キャラクター
出演者の大半は特別な個性を持たない1度限りのエキストラだが、一部のキャラクターには強烈な個性が与えられ、複数回出演している。以下にその例を挙げる。
ジョギング大仏
その名の通り、ジョギングする大仏。「HOTOKE」の鉢巻と「仏」のランニングシャツを身につけ、あらゆる場所を走り回る。シュールさをそのまま具現化したような謎の生物。
元は『とっても少年探検隊』のキャラクターだったが、本作中では走らない回もいくつか存在する。
フラッシャー・サンタ
その名の通り、露出狂のサンタクロースのような老人。全裸に赤いコートを羽織り、人々の前で開いて見せつけようとする。最終回でその意外な正体が明かされた。連載初期から末期まで、本作中では最も長く活躍し続けたキャラクター。
青春軍団
往年のスポ根ドラマのラグビーチームのような集団。突然現れては、周囲の時間帯や気候を無理矢理変化させて走り去ってゆく。とある理由によりわずか数回出演しただけで出番を削られた。
ラッキー・ストライク
謎の傭兵。37歳。世界中の戦場を幾つも潜り抜け、その強さと不死身さから「鋼の男」の異名をつけられた。アーノルド・シュワルツェネッガーに似た厳つい外見と、そこからは想像もつかない意外な一面をいくつも持つ。
『ふたば君チェンジ♡』にも、元傭兵の経歴を持つ体育教師として登場する。

## 単行本
- ジャンプコミックスデラックス版（集英社）
  - 第1巻
    - 1989年11月15日発行（ISBN 4-08-858243-8）
    - 『スーパージャンプ』1989年10月号までに掲載された分を収録。
    - 巻末のおまけとして、連載中に読者から送られて来た「今月のお題」のハガキが一部紹介されている。
    - 2巻共々、雑誌掲載時のカラーページをそのまま再現している。

  - 第2巻
    - 1991年3月15日発行（ISBN 4-08-858244-6）
    - 『スーパージャンプ』1989年10月30日増刊、同年11月号以降に掲載された分を収録。
    - 巻末には、あろひろしの同人誌「有芸太F」で発表された短編「わるあ描き」が、単行本のカラーにあわせて着色された上で収録された。
- ラポートコミックス版（ラポート）
  - あろひろし作品集(4) ぱらのい屋劇場［壱］
    - 1998年8月25日発行（ISBN 4-89799-306-7）
    - 『スーパージャンプ』1989年10月号までに掲載された分を収録。
    - 『リイドコミック』（リイド社）1996年10月7日号～1997年6月5日号に連載された「ようこそP.E.Tへ!」全18話+描き下ろし特別編をあわせて収録。
    - 「今月のお題」ハガキの紹介ページが削られている。
    - [弐]共々、一部の4色カラーページを除き白黒印刷で収録されている。

  - あろひろし作品集(5) ぱらのい屋劇場［弐］
    - 1998年10月10日発行（ISBN 4-89799-310-5）
    - 『スーパージャンプ』1989年10月30日増刊、同年11月号以降に掲載された分を収録。
    - 前述の「わるあ描き」を含め、同人誌や『スーパージャンプ』誌上で発表された短編数点と、『サイバーコミックス』（バンダイ）3号に発表された読み切り「整備しちゃうぞ!」、そして描き下ろしコミックエッセイ「ワニが翔ぶ」を収録。